# Dr. Josef Raabe Verlags-GmbH
Die Dr. Josef Raabe Verlags-GmbH ist ein Verlag für Fachinformationen im pädagogischen Bereich. Der Raabe Verlag gehört zur Klett Gruppe und bietet Unterrichtsmaterialien, Praxisinformationen und Fortbildungen für Lehrer und Schulleitungen an.
In den Geschäftsräumen in Stuttgart beschäftigt der Raabe Verlag ca. 80 Mitarbeiter. Der Verlag besitzt neben dem Standort in Deutschland Schwestergesellschaften in Tschechien, Slowakei, Ungarn und Bulgarien.
Das Verlagsprogramm umfasst Loseblattwerke, Newsletter, Broschüren, elektronische Medien und Online-Plattformen zur Unterrichtsvorbereitung und zum Schulmanagement für Lehrer und Schulleiter.
Mit RAAbits erscheint seit 1992 eine Reihe mit Unterrichtsmaterialien in Form von Loseblattsammlungen.
Zudem bietet der Raabe Verlag in der Raabe Akademie Seminare, Fortbildungen und Tagungen für Lehrer und Schulleiter an.

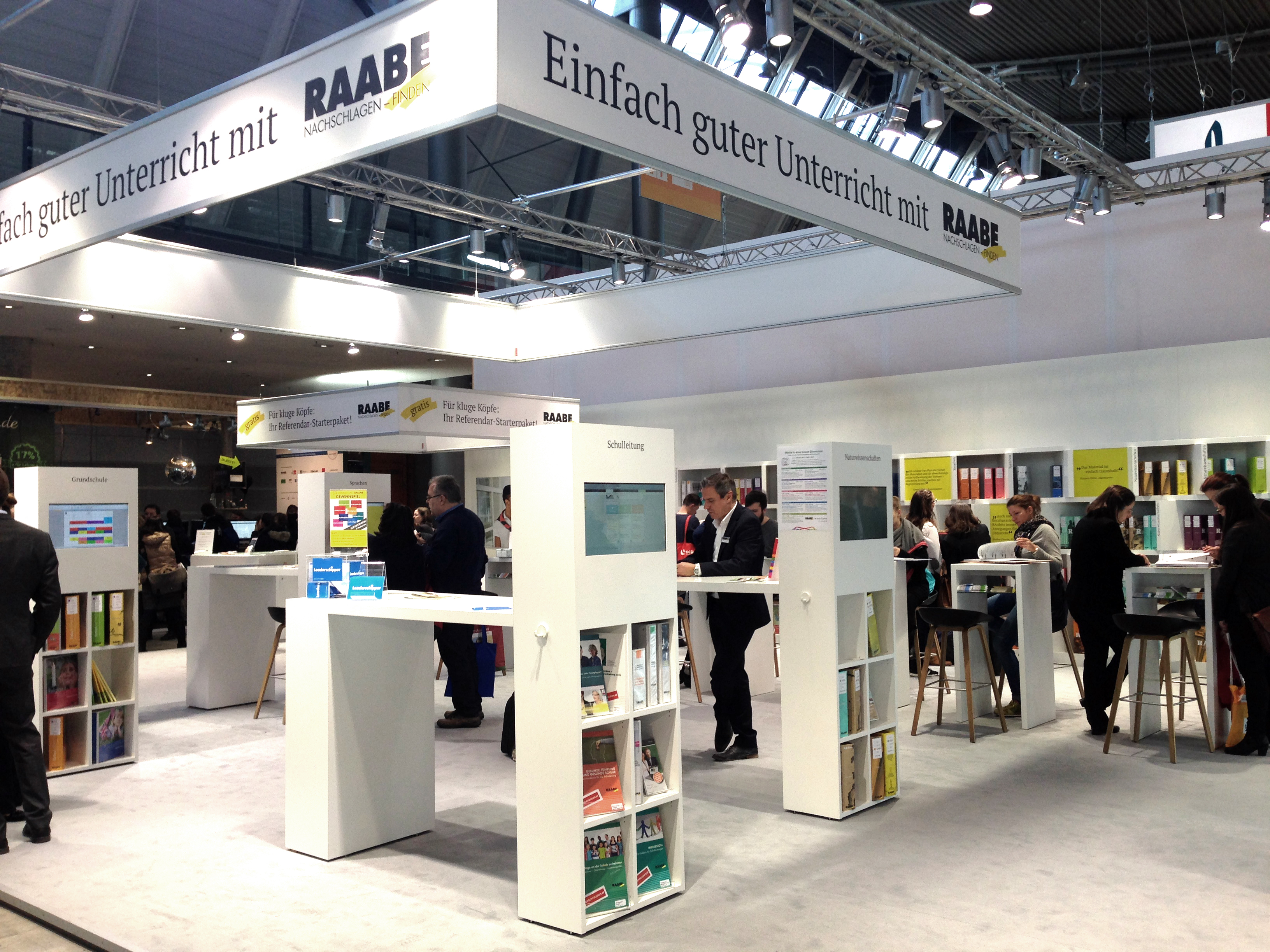
Der Messestand des Raabe Verlags auf der Didacta 2017

Ehemaliges Logo